# Gädheim
Gädheim è un comune tedesco di 1 319 abitanti, situato nel Land della Baviera.